# Ostrea (schip, 1982)
De Ostrea (Oester) was een hefschip dat werd ingezet bij de bouw van de Oosterscheldekering in de provincie Zeeland. Het werd gebouwd door de Rotterdamsche Droogdok Maatschappij voor een bedrag van ca. 72 miljoen gulden.
Het was een U-vormig schip met twee hijsbogen van 36 en 24 meter hoog. De breedte van het schip was ongeveer 87 bij 47 meter. De ruimte onder de hijsportalen mat ca. 70 x 22 meter. Met behulp van vier takels die alle verbonden waren met een lier van 315 kW konden de betonnen pijlers ten behoeve van de nieuw te construeren dam worden opgetild in het constructiedok en vervolgens naar hun plaats in de Oosterscheldemond worden getransporteerd. Het hefvermogen van de Ostrea was 10000 ton. De pijlers waren echter 18000 ton zwaar. Doordat de pijlers niet geheel boven water uit werden getild, was het mogelijk de vracht toch te verplaatsen.

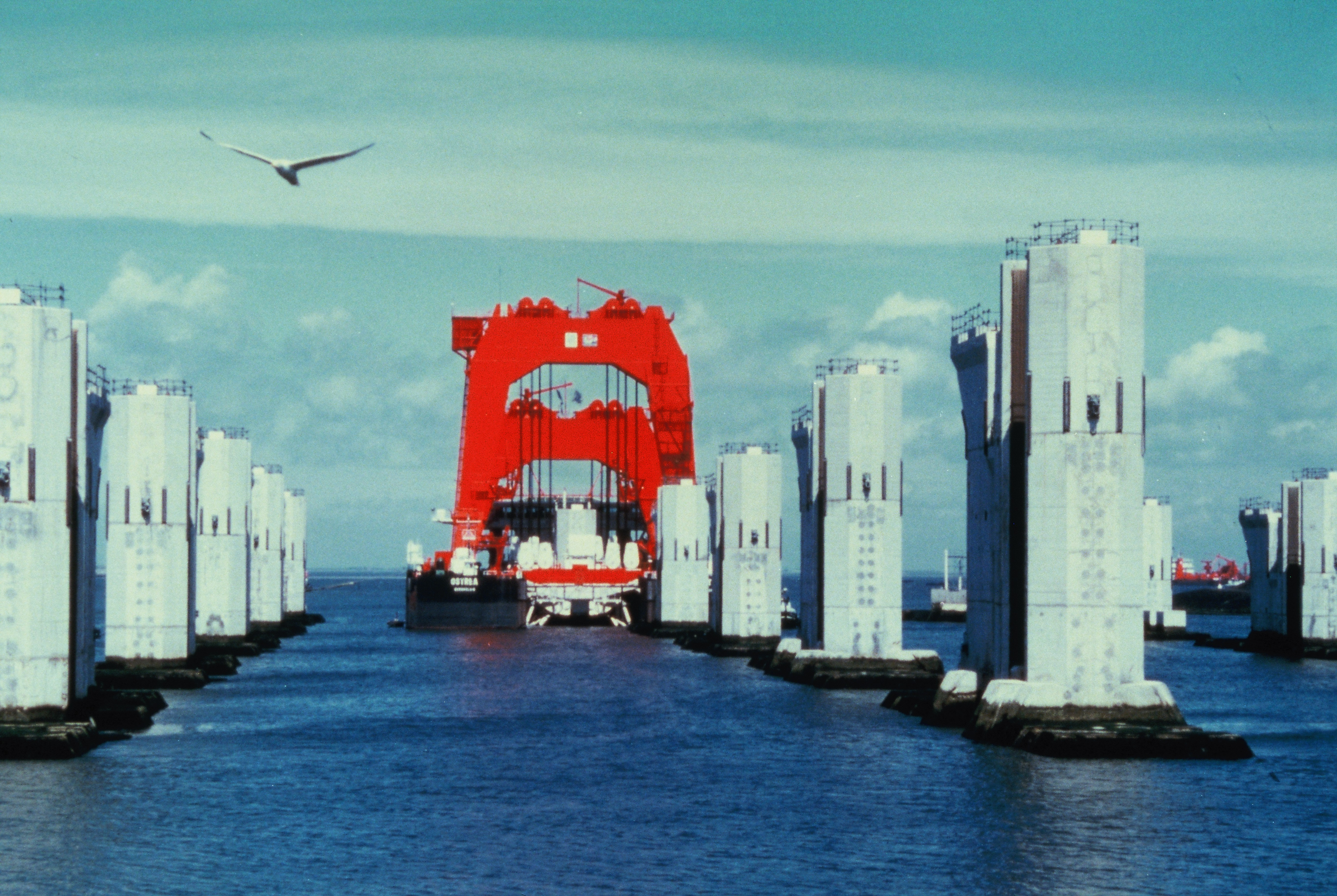
Een pijler wordt opgetild op Neeltje Jans
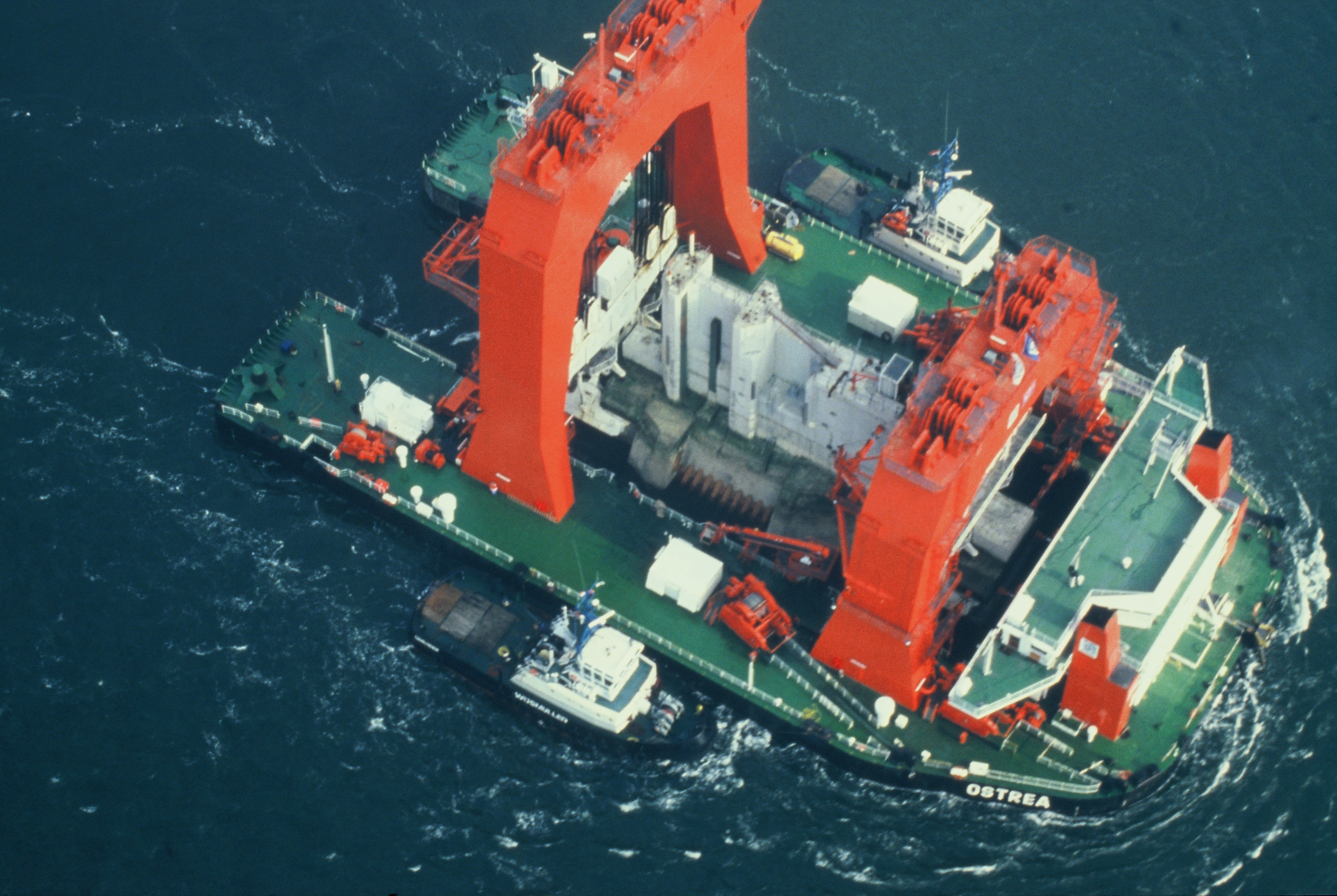
Ostrea vervoert een pijler
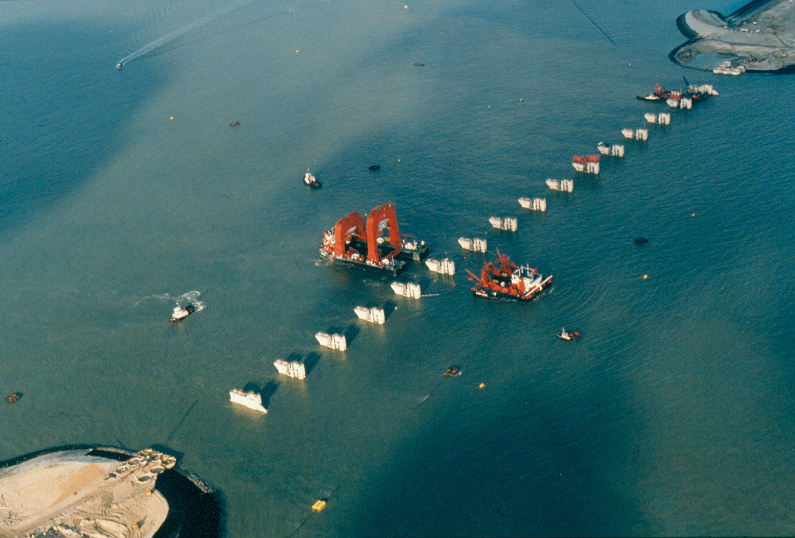
Het plaatsen van de pijler

De eerste pijler werd geplaatst op 11 augustus 1983. In 1984 was de laatste pijler geplaatst en zat het werk voor de Ostrea erop. Aangezien het een speciaal voor dit doel gebouwd vaartuig was, kon er moeilijk een nieuwe toepassing worden gevonden. Het schip kwam weer in het bouwdok in Rotterdam te liggen en werd in 1987 nog wel overgenomen door Smit Internationale BV en Van Splunder Funderingstechniek. Uiteindelijk werd in 1989 besloten de Ostrea te ontmantelen. De lieren zijn hergebruikt in het hefschip Svanen.

## Trivia
- De Ostrea komt ook voor in het Suske en Wiske-album Het Delta-duel. Hierin redt Jerom het schip wanneer het tijdens een storm losgeslagen is.

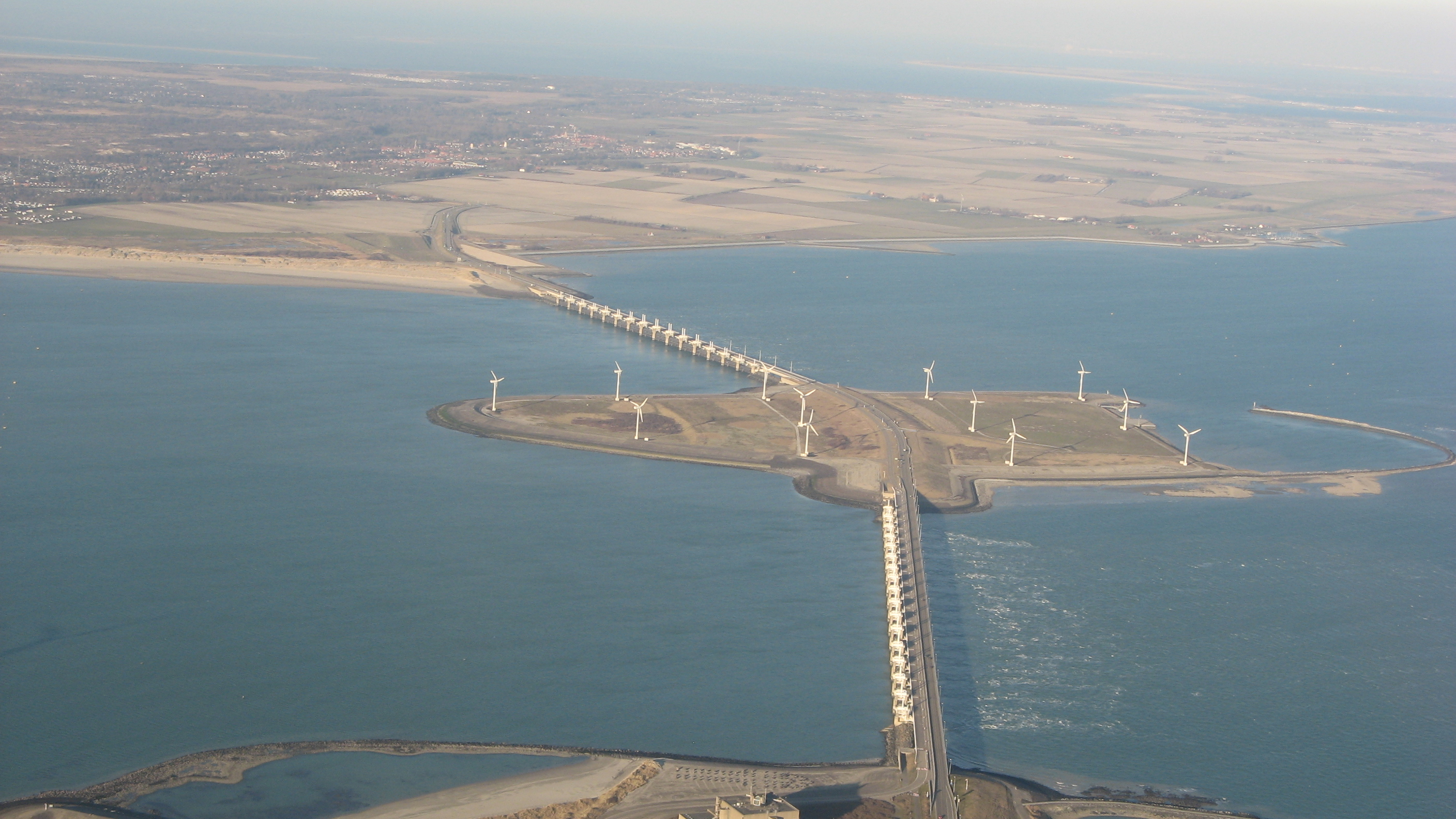
Een gedeelte van de Oosterscheldekering, waarop de afzonderlijke pijlers zichtbaar zijn